# Uroskinnera spectabilis
Uroskinnera spectabilis là một loài thực vật có hoa trong họ Mã đề. Loài này được Lindl. miêu tả khoa học đầu tiên năm 1857.